# 27 Piscium
27 Piscium, som är stjärnans Flamsteed-beteckning, är en dubbelstjärna i den sydvästra delen av stjärnbilden Fiskarna,nära ekliptikan och ockulteras därför ibland av månen. Den har en kombinerad skenbar magnitud på ca 4,88 och är svagt synlig för blotta ögat där ljusföroreningar ej förekommer. Baserat på parallaxmätning inom Hipparcosuppdraget på ca 13,9 mas, beräknas den befinna sig på ett avstånd på ca 234 ljusår (ca 72 parsek) från solen. Den rör sig närmare solen med en heliocentrisk radialhastighet på ca –0,2 km/s.

## Egenskaper
Primärstjärnan 27 Piscium A är en gul till orange jättestjärna av spektralklass G9 III, som befinner sig på röda jättegrenen och genererar energi genom termonukleär fusion av väte i skal som omger en inert heliumkärna. Den har en massa som är ca 2,4 gånger solens massa, en radie som är ca 10 gånger större än solens och utsänder ca 66 gånger mera energi än solen från dess fotosfär vid en effektiv temperatur på ca 5 000 K.
27 Piscium är en dubbelstjärna med en omloppsperiod på 695 år och en excentricitet på 0,766. Omloppselementen förklarar emellertid inte helt de radiella hastighetsvariationerna, vilket kan tyda på att det finns en brun dvärg som följeslagare. Detta tänkbara objekt skulle ha en massa av åtminstone 73 jordmassor och kretsa kring primärstjärnan med en halv storaxel på runt 4 AE.